# Beardmore W.B.XXVI
Beardmore W.B.XXVI (W.B.26) là một mẫu thử máy bay tiêm kích của Anh trong thập niên 1920.

## Tính năng kỹ chiến thuật
Dữ liệu lấy từ Limited Editions Part 4: Beardmore W.B.XXVI
Đặc điểm tổng quát
- Kíp lái: 2
- Chiều dài: 27 ft 10½ in (8,50 m)
- Sải cánh: 37 ft 0 in (11,28 m)
- Chiều cao:  ()
- Diện tích cánh: 356 sq ft (33,1 m²)
- Trọng lượng rỗng: 2.555 lb (1.162 kg)
- Trọng lượng có tải: 3.980 lb (1.809 kg)
- Động cơ: 1 × Rolls-Royce Eagle IX, 360 hp (269 kW)

 Hiệu suất bay 
- Vận tốc cực đại: 145 mph (233 km/h)
- Thời gian bay: 4 h
- Trần bay: 20.000 ft (6.100 m)
- Tải trên cánh: 11,2 lb/sq ft (54,7 m²)
- Công suất/trọng lượng: 0,09 hp/lb (0,15 kW/kg)

Trang bị vũ khí

- Súng: 2× súng máy Beardmore-Farquhar và 1 hoặc 2 súng máy Beardmore-Farquhar ở phía sau